# Disegni grotteschi di Leonardo da Vinci
I Disegni grotteschi di Leonardo da Vinci, presenti in raccolte di grandi musei, sono creazioni di fisionomie dai tratti bizzarri e fantasiosi, che non trovavano riscontro con la realtà e rappresentano una caratteristica dell'arte leonardesca.

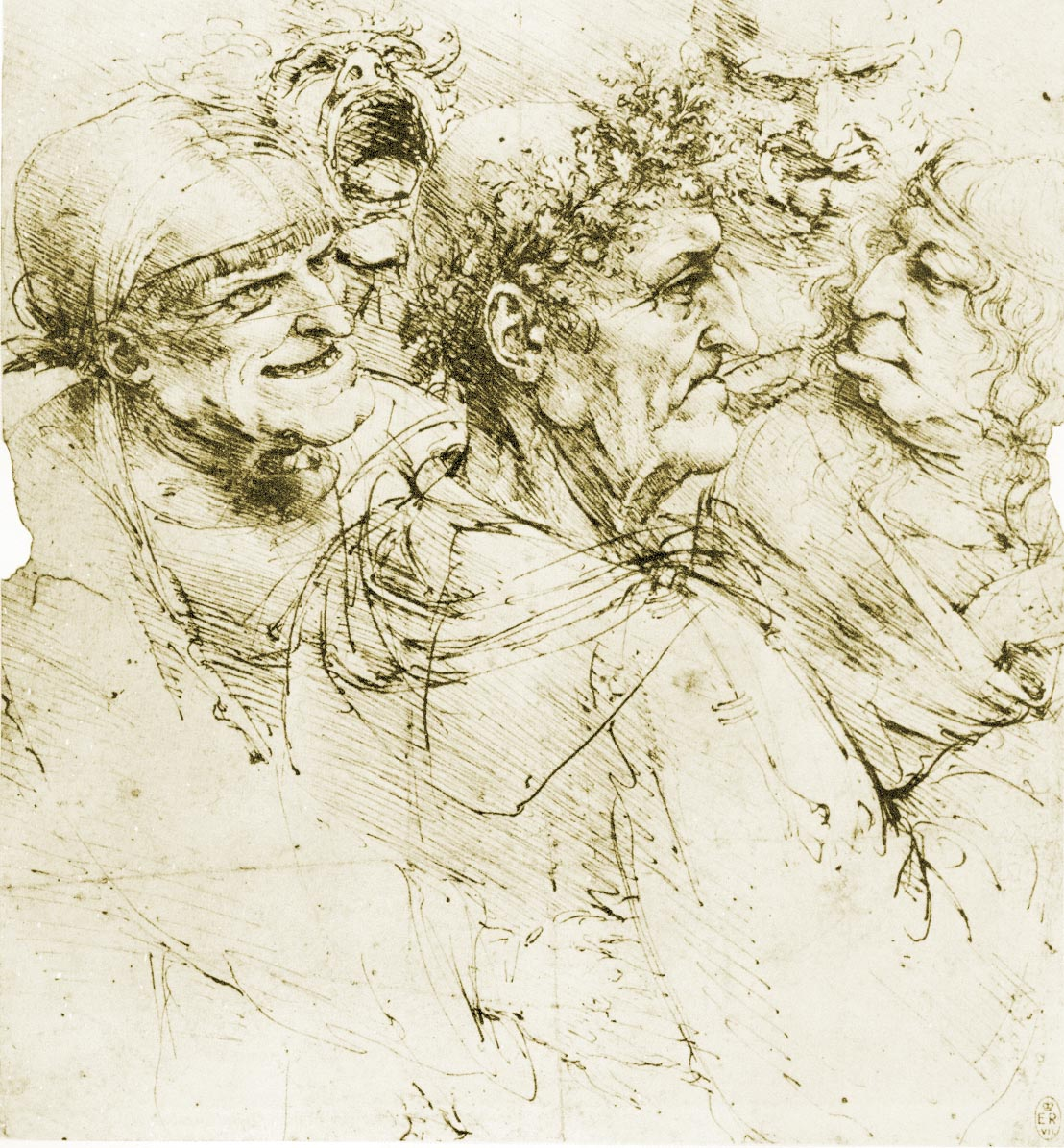
Leonardo da Vinci, Grottesca

## Il bello e il grottesco
De' visi mostruosi non parlo, perché senza fatica si tengono a mente. Questa affermazione Leonardo da Vinci l'ha lasciata nel Codice Atlantico che è conservato a Milano, alla Biblioteca Ambrosiana. Le teste grottesche le disegnava per stupire, per far sorridere, oppure per una più profonda esigenza interiore? 
Nell'ottica del Rinascimento, per testa caricata si intendeva un viso i cui elementi caratteristici ed espressivi erano stati volutamente accentuati, nel tentativo di catturare l'indole segreta di un individuo. La caricatura invece, nel senso odierno del termine, mette volutamente in rilievo i tratti caratteristici ed essenziali di un viso, con intento derisorio, a volte profanatorio. Pittura grottesca era un termine nuovo, al tempo di Leonardo: si riferiva ai dipinti della Domus Aurea di Nerone, in cui era presente anche un gusto di fondere insieme forme organiche, zoomorfe e vegetali, in disegni di pura fantasia: un intreccio di vero e di improbabile, inserito entro mascheroni e girali. Calandosi con funi nelle grotte del colle Esquilino si potevano scorgere dipinti con strani esseri ibridi, mostruosi, mescolati a semplici decorazioni geometriche e naturalistiche.
Per Leonardo, la testa grottesca era la tecnica rappresentativa, derivante dalla testa caricata, ma con un ulteriore scommessa grafica: era la creazione di una fisionomia che non trovava riscontro nella realtà e che poteva assumere tratti bizzarri e perfino animaleschi. Egli avvertiva profondamente il contrasto (ma anche il fascino) fra il bello assoluto, il divino, e il brutto assoluto, cioè la degenerazione del volto umano. Era attratto dal bello ideale, così come dal brutto ideale. Esplorava le profondità della specie umana, cioè il buio della regione, perfino l'estrema dissoluzione nella vecchiaia, contrapposta all'esplosione della vera giovinezza. Studiava l'aspetto contrario alla bellezza, ovvero la bruttezza estrema e la mostruosità, la turpitudine del corpo umano: coglieva in particolare i processi di invecchiamento, di cui forse aveva paura. In un foglio agli Uffizi (inventario 423 E) Leonardo ha tracciato il profilo di un giovane e ricciuto efebo, contrapposto al profilo di un vecchio, calvo e sdentato, dal mento sporgente e il naso aquilino. La grande bellezza e la grande bruttezza quindi, rappresentate in spazi quasi onirici. 
Studiando le espressioni deformanti del volto, Leonardo progrediva negli studi di fisiognomica, disciplina che aveva come obiettivo determinare la natura delle persone, in base all'osservazione delle espressioni e della forma dei visi, e in tal modo indagare sul rapporto tra anima e corpo. Nelle teste grottesche Leonardo esagerava i particolari (naso, bocca, sguardo, mento), come appare nel disegno con tre teste accanto a quella di una vecchia con il cranio allungato: si tratta delle caricature di Dante, di Petrarca e di Boccaccio (Sette teste grottesche, 1490 circa, Venezia, Gallerie dell'Accademia).
Leonardo accentuava quindi i tratti caratteristici e deteriori di una persona o di una situazione e ne forniva un'immagine alterata. Le sue teste grottesche, tracciate in disegni autonomi oppure come rapide annotazioni a margine di un foglio, sono presenti nell'arco della sua carriera; ma si concentrano soprattutto nell'ultimo periodo milanese e sembrano collegarsi alla ricerca fisiognomica per i volti degli Apostoli, nell'Ultima Cena. Nella raffigurazione dell'abnorme e del mostruoso, nella rappresentazione di tipi fisiognomici grotteschi, Leonardo sentiva l'eterna contrapposizione e l'ambivalenza di bellezza e bruttezza, di giovinezza e vecchiaia, di riso e pianto, di moralità e degenerazione morale.
Fogli con sue teste grottesche, sono oggi soprattutto alla Royal Library a Windsor, alla Biblioteca Ambrosiana a Milano e al Cabinet des Dessins del Louvre.
Nel foglio con il gruppo di cinque teste, alla Royal Library, a Windsor (inventario 12495), databile circa 1494, sono presenti i passaggi intermedi del grottesco: al centro e in primo piano si vede un personaggio coronato di rami di querciadi prospetto è in fondo a destra e due teste grottesche sono ai lati (la vecchia sdentata a sinistra e l'uomo dal labbro sporgente a destra); una testa grottesca, a bocca spalancata, è in secondo piano a sinistra. Le teste grottesche che stringono il laureato forse rappresentano la derisione dell'Umanesimo da parte del popolo volgare e incolto. La vecchia sdentata allude alla caducità della bellezza.

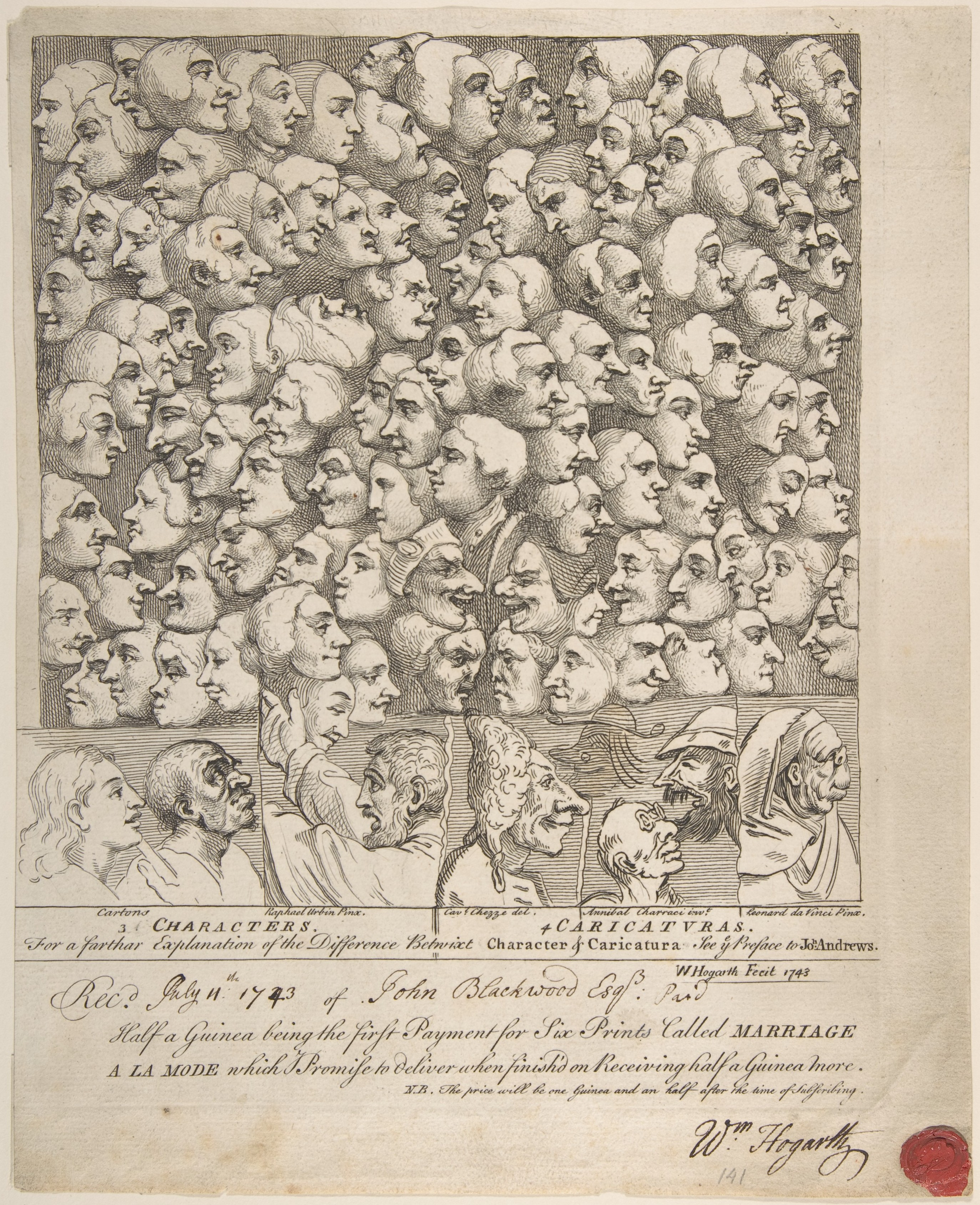
Caratteri e caricature, incisione, 1743 (Metropolitan Museum)

Su un foglio alla National Gallery of Art di Washington (Woodner Collection) è raffigurata una vecchia deforme: ha grosso labbro superiore e naso adunco, ma è quasi priva di mento. Con un garofano infilato nel corpetto sembra dire: Deforme si, ma gentile di cuore. Giorgio Vasari  possedeva alcune teste bizzarre di Leonardo, incollate sui fogli del suo Libro de' disegni, fra cui l'Amerigo Vespucci e lo Scaramuccia, capitano de' Zingari.
Oltre a teste grottesche - pretesto per il suo sguardo indagatore, motivo di ricerca anatomica sul decadimento fisico o morale - Leonardo disegnava anche animali fantastici, liberamente esprimendosi in una vis comica assolutamente innovativa: animali irreali, in un libero assemblaggio di forme e di proporzioni.

### Incisioni tratte da suoi disegnigrotteschi
Da quei disegni mostruosi furono tratte incisioni dai fiamminghi Hieronymus Cock (nel 1570) e Hans Liefrinck (nel 1573) e dall'italiano Antonio Tempesta (nel 1640 circa). Busti e teste grottesche di Leonardo furono incise anche da Wenceslaus Hollar. Il Comte de Caylus pubblicò nel 1730 una raccolta di incisioni tratte da disegni di Leonardo. Carlo Giuseppe Gerli pubblicò un libro con incisioni di Leonardo, tra cui grottesche. Il Louvre possiede un album di disegni di differenti autori, dei secoli Cinquecento e Seicento (RF 2872528785): in trentadue fogli sono raccolte sessanta teste grottesche, tra cui copie di disegni di Leonardo.

## Disegni

### Firenze, Uffizi
| Immagine | Titolo                  | Data           | Dimensioni | Tecnica e supporto  | N. inventario | Bibliografia | Note |
| -------- | ----------------------- | -------------- | ---------- | ------------------- | ------------- | ------------ | ---- |
|          | Uomo e donna affrontati | fine XV secolo | -          | Inchiostro su carta | -             | -            |      |

### Londra, British Museum
| Immagine | Titolo                           | Data      | Dimensioni | Tecnica e supporto        | N. inventario | Bibliografia | Note |
| -------- | -------------------------------- | --------- | ---------- | ------------------------- | ------------- | ------------ | ---- |
|          | Caricatura di vecchio di profilo | 1485-1490 | 5,7x4,2    | Inchiostro bruno su carta | -             | -            |      |

### Oxford, Christ Church
| Immagine | Titolo                                              | Data      | Dimensioni | Tecnica e supporto  | Inventario | Bibliografia | Note           |
| -------- | --------------------------------------------------- | --------- | ---------- | ------------------- | ---------- | ------------ | -------------- |
|          | Profilo a destra di zingaro che guarda verso l'alto | 1503-1504 | 38x26,5    | Carboncino su carta | A. 28      | [ 4 ]        | Forti ritocchi |

### Roma, Istituto Nazionale per la Grafica
| Immagine | Titolo                           | Data      | Dimensioni | Tecnica e supporto | N. inventario | Bibliografia | Note                                                           |
| -------- | -------------------------------- | --------- | ---------- | ------------------ | ------------- | ------------ | -------------------------------------------------------------- |
|          | Torso di vecchio con naso adunco | 1482-1499 | 18x10,6    | Sanguigna su carta | 31645         | [ 5 ]        | Al verso profilo caricaturale di uomo calvo, volto a sinistra. |

### Windsor, Royal Library
| Immagine | Titolo                                                                         | Data       | Dimensioni | Tecnica e supporto               | N. inventario | Bibliografia                 | Note  |
| -------- | ------------------------------------------------------------------------------ | ---------- | ---------- | -------------------------------- | ------------- | ---------------------------- | ----- |
|          | Busto di anziano con corona di quercia, attorniato da quattro teste grottesche | 1484 circa | 26x20,5    | Inchiostro su carta              | 12495         | Sul verso linee di scrittura |       |
|          | Studio di dragone                                                              | -          | 19x27      | Carboncino e inchiostro su carta | 12369         | -                            | [ 6 ] |

### Luogo non identificato
| Immagine | Titolo                  | Data      | Dimensioni | Tecnica e supporto  | N. inventario | Bibliografia | Note |
| -------- | ----------------------- | --------- | ---------- | ------------------- | ------------- | ------------ | ---- |
|          | Testa d'uomo di profilo | 1487-1490 | -          | Inchiostro su carta | -             | -            |      |

| Immagine | Titolo                  | Data | Dimensioni | Tecnica e supporto          | N. inventario | Bibliografia | Note |
| -------- | ----------------------- | ---- | ---------- | --------------------------- | ------------- | ------------ | ---- |
|          | Cinque teste grottesche | -    | -          | Sanguigna e matita su carta | -             | -            |      |

## Incisioni da disegni di Leonardo

### New York, Metropolitan Museum
| Immagine | Titolo                                                           | Data      | Dimensioni | Tecnica e supporto | N. inventario | Bibliografia | Note                                                |
| -------- | ---------------------------------------------------------------- | --------- | ---------- | ------------------ | ------------- | ------------ | --------------------------------------------------- |
|          | Coppia di visi deformati e affrontati                            | 1645      | 7,5×10,3   | Incisione su carta | 17.50.18-209  | -            | Incisione di Wenceslaus Hollar, secondo stato       |
|          | Busto di uomo grosso sorridente affrontato a donna               | 1625-1677 | 7,5×10,6   | Incisione su carta | 17.50.18-205  | -            | Incisione di Wenceslaus Hollar, secondo stato       |
|          | Busto di donna di profilo con sulla testa proboscide             | 1665      | 6,7×4,8    | Incisione su carta | 17.50.18-178  | -            | Incisione di Wenceslaus Hollar, primo e unico stato |
|          | Busto di donna di profilo scollata con protuberanza sulla fronte | 1660      | 6,4×4,9    | Incisione su carta | 17.50.18-267  | -            | Incisione di Wenceslaus Hollar, primo e unico stato |

### Esposizioni
- Leonardo da Vinci: il divino ed il grottesco, Edimburgo, Queen's Gallery della reggia di Hollyroodhouse, 2002 e Londra, 2003[8]
- Bohèmes, Parigi, Grand Palais, Galeries nationales, 2014
- Leonardo3: il Mondo di Leonardo, Milano, Sale del Re, 2018[9]